# Conjunto de electrodos de membrana

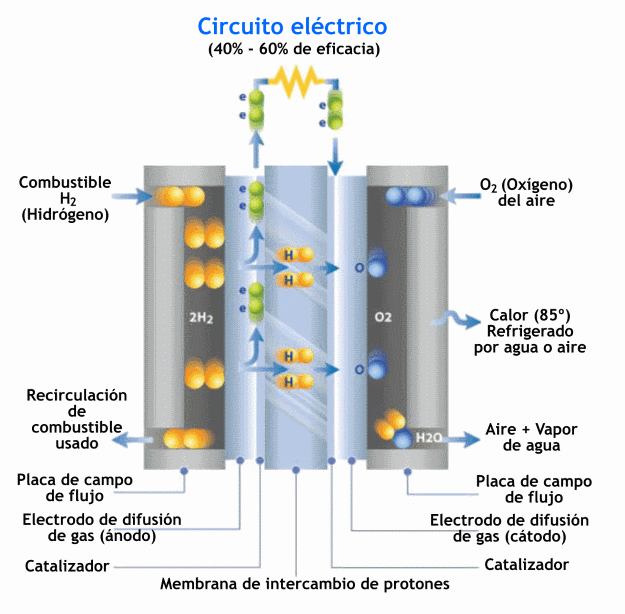
Reacción electroquímica Diagrama de un MEA de PEM

Un conjunto de electrodos de membrana (MEA, por sus siglas en inglés) es una pila ensamblada de membranas de intercambio de protones (PEM) o membranas de intercambio de aniones alcalinos (AAEM), catalizador y electrodo de placa plana que se utiliza en pilas de combustible y electrolizadores.

## PEM-MEA

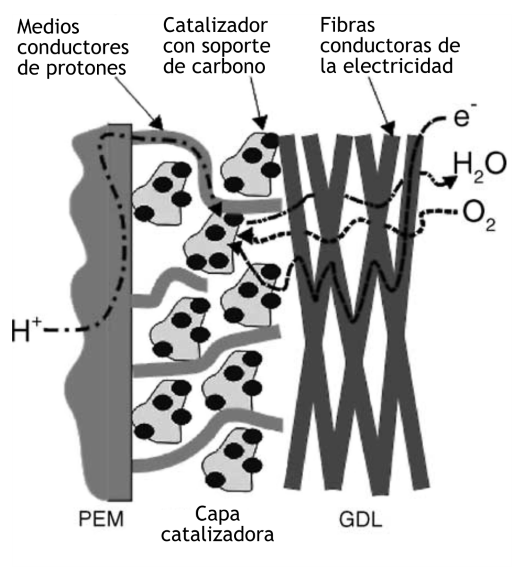
Transporte de gases, p+ y e- en la PEMFC

La PEM está intercalada entre dos electrodos que tienen el catalizador incrustado en ellas. Los electrodos están eléctricamente aislados entre sí por la PEM. Estos dos electrodos forman el ánodo y el cátodo respectivamente.
La PEM es típicamente una barrera aislante eléctrica permeable a protones de fluoropolímero (PFSA). Actualmente se están desarrollando variantes de hidrocarburos y se espera que sucedan a los fluoropolímeros. Esta barrera permite el transporte de los protones del ánodo al cátodo a través de la membrana, pero obliga a los electrones a viajar por un camino conductor hacia el cátodo. Las PEM de Nafion más utilizados son Nafion XL, 112, 115, 117 y 1110.
Los electrodos se prensan en caliente sobre la PEM. Los materiales comúnmente utilizados para estos electrodos son tela de carbono o papeles de fibra de carbono. NuVant produce una tela de carbono llamada ELAT que maximiza el transporte de gas a la PEM y aleja el vapor de agua de la PEM. La incrustación de ELAT con catalizador de metal noble permite que esta tela de carbono actúe también como electrodo. También existen muchos otros métodos y procedimientos diferentes para la producción de PEM que son bastante similares entre las pilas de combustible y los electrolizadores. El platino es uno de los catalizadores más utilizados, aunque también se emplean otros metales del grupo del platino. El rutenio y el platino suelen utilizarse juntos si el monóxido de carbono (CO) es un producto de la reacción electroquímica, ya que el CO envenena la PEM y afecta a la eficiencia de la pila de combustible. Debido al elevado coste de estos y otros materiales similares, se está investigando para desarrollar catalizadores que utilicen materiales de menor coste, ya que los elevados costes siguen siendo un factor que obstaculiza la aceptación económica generalizada de la tecnología de las pilas de combustible.
La vida útil actual es de 7300 horas en condiciones cíclicas, mientras que al mismo tiempo se reduce la carga de metal del grupo del platino a 0,2 mg/cm2.

## Producción
En este momento, la mayoría de las empresas que fabrican los MEA se especializan únicamente en la producción de alto volumen, como WL Gore & Associates, Johnson Matthey, 3M, WUTenergy e Ion Power. Sin embargo, hay muchas empresas que producen MEA personalizados o en pequeñas cantidades, lo que permite evaluar también diferentes formas, catalizadores o membranas, entre las que se incluyen FuelCellStore, FuelCellsEtc, HIAT gGmbH, Ion Power y muchas otras.